# Aiden
Aiden是一個美國華盛頓州西雅圖的搖滾樂團，成立於2003年的春季，目前成員有主唱兼吉他手WiL Francis、貝斯手Nick Wiggins與吉他手Angel Ibarra。wiL在前主唱 Steve Clemens離開之前，原先的職位是貝斯手，後來在2008年起也擔起了樂團節奏吉他手的角色。

## 樂團歷史

### 2004-2006
Aiden的第一張專輯《Our Gang's Dark Oath》，是透過Dead Teenager唱片於2004年發行。錄音的時候，鼓手Jake Davison與吉他手Angel Ibarra都還是學生，他們離開學校後專輯才出版。不久在2005年，樂團與Victory唱片簽約，而第二張專輯《Nightmare Anatomy》也在同年的十月發行。
此外，樂團為Kerrang!雜誌六月號贈品CD《Higher Voltage!: Another Brief History of Rock》翻唱超脫樂團（Nirvana）的《Drain You》。
2006年，Aiden和30秒上火星樂團（30 Seconds to Mars）、Emanuel樂團、Keating樂團一同在三月進行美國巡迴。巡迴結束後，繼續2006年的《Warped巡迴》。五月和六月，他們支援芬蘭樂團HIM的巡迴《Dark Light》。

### 2007-2008
2007年四月，他到英國與Taking Back Sunday樂團聲援Lostprophets樂團。同時他也參與《Taste of Chaos北美巡迴》，加入這場演出的樂團有：二手貨樂團（The Used）、30秒上火星樂團（30 Seconds to Mars）、Senses Fail、Saosin、Chiodos，也同樂團Drop Dead, Gorgeous、Still Remains、1997參加了美國西岸的巡迴。他們完成了整個國際巡迴。
之後Aiden的歌曲《One Love》，出現在電影《惡靈古堡3：大滅絕》當中，此外《We Sleep Forever》也出現在電影《歡迎光臨死亡小鎮》中。
樂團的第三張專輯《Conviction》在八月21日發行，在這張專輯中樂團完全改變了他們原有的音樂風格。
十月9日，他們透過MySpace公告欄宣布他們將拍攝下一支MV《Moment》，這也同時宣布他們下一張單曲，將在十二月17日於Fuse上公開。
2008年一月，樂團在阿拉斯加州的安克拉治進行演出，一直到二月與三月樂團Madina Lake才加入這場美國巡迴。這是他們《World by Storm巡迴》的第一部分，第二部分則是到歐洲與Kill Hannah進行巡迴，時間從三月到四月底。
三月，Aiden為美國職業摔角公司世界摔角娛樂（World Wrestling Entertainment）合輯《世界摔角聯盟 音樂特典第八集》（WWE The Music Vol.8）的Bonus曲目發聲，錄製了以模特兒Ashley Massaro為題的音樂《Let's Light a Fire Tonight》。
《World by Storm巡迴》的最後一個部分在五月進行，地點從麻州到他們的家鄉西雅圖，然而兩場表演後，樂團在網站上表示因「個人因素」而中止演出，然而他們恢復了最後兩場斯波坎和西雅圖的演出。同月他們在紐澤西州的East Rutherford的《Bamboozle音樂祭》中表演。
五月20日，樂團在他們的官網上宣布Jake Wambold已離開Aiden了，故此五月24日時，他們在斯波坎只剩下四人演出。
主唱Francis為新的樂團William Control開了一個新的MySpace頁面，他在Kerrang!的訪談中提到，新樂團有點像是另一個他，專輯中充滿了抒情式黑暗。William Control的第一張專輯在2008年十月發行，之後在2010年六月發行第二張專輯。
Aiden在2008年，還演唱了電影《粗野少年族2:幽暗部落》（Lost Boys: The Tribe）主題曲《Cry Little Sister》
十月，他們到歐洲巡迴；十一月則是在美國參與《The Suffer Little Children巡迴》，一直演出直到十二月7日。
十二月14，Aiden在MySpace 表示目前他們正為下一張專輯進行編寫與錄製，他們正為25首歌進行編寫。wiL還提到，他將為美國搖滾雜誌Alternative Press的播客（Podcast）寫30首歌。下一張專輯將變得更黑暗些。

### 2009-2010
2009年初，在與Kerrang!雜誌的訪談中，wiL說，他已經寫了23首歌了，但要寫到30首，他們計畫釋出雙專輯。他說新歌會「與William Control相當不同，這是當然的，但態度是一樣的。」錄音工作會在與錄製wiL的個人專輯《Hate Culture》一樣的地方。「我認為，大多討厭《Conviction》的，將會喜歡這個。但誰知道，誰真的在乎呢？我們只是做我們想做的音樂而已。」
除了主唱wiL以外，吉他手Angel Ibarra也開始他們個人作品，首次演出在一月底，西雅圖的地鐵區。另外還與鼓手Joy Davison組成樂團Rock 'n Roll Weekend，同時貝斯手Wiggins也展開他的新樂團Me vs Myself。
四月，Aiden在Myspace上宣布了英國巡迴，暖場的樂團有Tonight is Goodbye，但他們後來退出了巡迴，由另個叫做Young guns的樂團取代，到了南安普敦，則有當地的樂團Lost On Landing支援。
2009年五月12日，他們發行了新專輯《Knives》，英國則是在五月11日發行。三月31日，新的單曲《Scavengers of the Damned》開始在iTunes販售，第二張單曲《Let The Right One In》也在後來推出。
在五月，Aiden成為《Music Saves Lives Summer Kickoff Party》的主場，Music Saves Lives是一個公益團體，只要捐血就可以參與他們舉辦的樂團活動。除此之外，他們還加入了2009年《Warped巡演》的陣容，但他們只參加少數幾場，而主唱wiL和貝斯手Wiggins為他們自己的樂團作演出，在wiL的《Devils Night英國未插電巡迴》結束後，Aiden的成員終於在萬聖節進行表演。
在wiL的Twitter上，他表示Aiden又再進行錄音。

### 2010-
2010年一、二月，Aiden與樂團Anti-Flag參加《Economy Sucks, Let's Party!巡迴》，地點在芝加哥，他們錄製了LIVE CD/DVD《From Hell...With Love》，在與BareBonesMusic.com的訪談中，宣布其發行日為三月16日。在Kerrang!訪談中，他們說樂團將與樂團Saosin回英國、歐洲，但是Saosin取消了演出，巡迴也因為缺少贊助而告終。後來在樂團Francesqa與The Dead Formats的支持下，Aiden在十一、二月又返回英國巡演。
2011年二月2日，Aiden在他們的網站公布了新專輯名稱《Disguises》，將於三月29日發行。第一張單曲《Walk Among the Dead》首先發布在iTunes，四月與六月則是分別發布了MV《Hysteria》、《A Portrait of the Artist》。
五月9日，鼓手Jake Davison離開了樂團，由於人生方向追求的緣故。根據wiL在Myspasce上所言，Davison與樂團並沒有衝突。
接著，Aiden的第六張專輯《Some Kind of Hate》於2011年十月25日發行，MV《Broken Bone》接著也發布了。

## 樂團成員

### 目前成員
- Wil Francis - 主唱, 鋼琴, 節奏吉他手 (2003–present)
- Nick Wiggins - 貝斯手, 和聲 (2003–present)
- Angel Ibarra - 吉他手, 和聲 (2003–present)

### 巡迴成員
- Ryan Seaman - 鼓手 (2011–present)

### 退團成員
- Jake Wambold - 節奏吉他手, 吼腔 (2003–2008)
- Jake Davison - 鼓手, 打擊樂器 (2003–2011)

## 音樂作品

### 正規專輯
| 年份 | 專輯                   | 出版              | 排行榜    | 排行榜     | 排行榜            | 排行榜     |
| 年份 | 專輯                   | 出版              | 告示牌200 | 美國獨立榜 | Top Heatseekers榜 | 英國專輯榜 |
| ---- | ---------------------- | ----------------- | --------- | ---------- | ----------------- | ---------- |
| 2004 | Our Gangs Dark Oath[A] | DeAd Teenager唱片 | —         | 32         | 30                | —          |
| 2005 | Nightmare Anatomy      | Victory唱片       | 196       | 16         | 9                 | —          |
| 2007 | Conviction             | Victory唱片       | 54        | 5          | —                 | 45         |
| 2009 | Knives                 | Victory唱片       | 95        | 12         | —                 | 150        |
| 2011 | Disguises              | Victory唱片       | —         | —          | —                 | —          |
| 2011 | Some Kind of Hate      | Victory唱片       | —         | —          | —                 | —          |

A^ Our Gangs Dark Oath在2006年由Victory唱片重發，才登上排行榜

### EPs
| Year            | 專輯                  | 唱片        | 排行榜    | 排行榜     | 排行榜            | 排行榜     |
| Year            | 專輯                  | 唱片        | 告示牌200 | 美國獨立榜 | Top Heatseekers榜 | 英國專輯榜 |
| --------------- | --------------------- | ----------- | --------- | ---------- | ----------------- | ---------- |
| 2004            | A Split of Nightmares | Unfun唱片   | —         | —          | —                 | —          |
| 2006            | Rain in Hell          | Victory唱片 | —         | 23         | 9                 | 167        |
| "—"表示未入榜。 |                       |             |           |            |                   |            |

### 現場專輯
| 年份            | 專輯                  | 出版        | 排行榜    | 排行榜     | 排行榜            | 排行榜     |
| 年份            | 專輯                  | 出版        | 告示牌200 | 美國獨立榜 | Top Heatseekers榜 | 英國專輯榜 |
| --------------- | --------------------- | ----------- | --------- | ---------- | ----------------- | ---------- |
| 2010            | From Hell...With Love | Victory唱片 | —         | —          | —                 | —          |
| "—"表示未入榜。 |                       |             |           |            |                   |            |

### 單曲
| 年份 | 標題                       | 專輯                 |
| ---- | -------------------------- | -------------------- |
| 2004 | "I Set My Friends on Fire" | Our Gangs Dark Oath  |
| 2004 | "Fifteen"                  | Our Gangs Dark Oath  |
| 2005 | "Knife Blood Nightmare"    | Nightmare Anatomy    |
| 2005 | "The Last Sunrise"         | Nightmare Anatomy    |
| 2005 | "Die Romantic"             | Nightmare Anatomy    |
| 2007 | "We Sleep Forever"         | Rain in Hell         |
| 2007 | "One Love"                 | Conviction           |
| 2007 | "Moment"                   | Conviction           |
| 2008 | "Cry Little Sister"        | Lost Boys: The Tribe |
| 2009 | "Scavengers of the Damned" | Knives               |
| 2009 | "Let the Right One In"     | Knives               |
| 2011 | "Walk Among the Dead"      | Disguises            |
| 2011 | "Hysteria"                 | Disguises            |
| 2011 | "A Portrait of the Artist" | Disguises            |
| 2011 | "Broken Bones"             | Some Kind of Hate    |

## 提名與獎項

### 得獎
- 2006年Kerrang!最佳國際新人獎
- 2006年Metal Hammer 最佳新人獎

### 提名
- 2007年Kerrang!最佳現場表演樂團

## 站外連結
- 樂團官方網站
- 樂團官方訊息板（页面存档备份，存于）